# Ludovic Giuly
Ludovic Giuly (Lyon, 10 de julho de 1976) é um ex-futebolista francês que atuava como meia-ofensivo e ponta-direita.
Teve destaque no Barcelona sendo campeão espanhol e da Liga dos Campeões da UEFA.

## Seleção
Disputou a Copa das Confederações de 2003, na qual a seleção de seu país foi campeã.

## Títulos
Barcelona
- La Liga: 2004–05 e 2005–06
- Supercopa da Espanha: 2005 e 2006
- Liga dos Campeões da UEFA: 2005–06

Paris Saint-Germain
- Copa da França: 2009–10

França
- Copa das Confederações: 2003